# Projector
Projector (na ponovnom izdanju stiliziran kao p.r.o.j.e.c.t.o.r.) četvrti je studijski album švedskog melodičnog death metal sastava Dark Tranquillity. Objavljen je 10. kolovoza 1999. Posljednji je album s Fredrikom Johanssonom koji je napustio skupinu u siječnju 1999., četiri mjeseca nakon snimanja albuma. Također je posljednji uradak do albuma Construct na kojem Martin Henriksson svira bas-gitaru.

## Glazbeni stil
Na albumu pjevač Mikael Stanne počeo je pjevati čistim glasom. Album također sadrži klavijature i jasan zvuk gitara. Zbog odstupanja od stila dotadašnjih uradaka Projector dobio je uglavnom mješovite kritike.

## Popis pjesama
Tekstovi: Mikael Stanne. 
| 1.    | »FreeCard«             | Martin Henriksson, Anders Jivarp, Niklas Sundin | 4:31 |
| 2.    | »ThereIn«              | Henriksson, Sundin                              | 5:55 |
| 3.    | »UnDo Control«         | Henriksson, Jivarp, Sundin                      | 5:10 |
| 4.    | »Auctioned«            | Jivarp                                          | 6:06 |
| 5.    | »To a Bitter Halt«     | Henriksson, Fredrik Johansson                   | 4:48 |
| 6.    | »The Sun Fired Blanks« | Henriksson, Johansson, Sundin                   | 4:17 |
| 7.    | »Nether Novas«         | Henriksson, Jivarp, Sundin                      | 6:14 |
| 8.    | »Day to End«           | Stanne                                          | 3:08 |
| 9.    | »Dobermann«            | Henriksson, Sundin                              | 4:38 |
| 10.   | »On Your Time«         | Henriksson, Johansson, Jivarp                   | 5:37 |
| 50:24 |                        |                                                 |      |

| Dodatne pjesme na ponovnom izdanju iz 2009. | Dodatne pjesme na ponovnom izdanju iz 2009.             | Dodatne pjesme na ponovnom izdanju iz 2009. | Dodatne pjesme na ponovnom izdanju iz 2009. | Dodatne pjesme na ponovnom izdanju iz 2009. | Dodatne pjesme na ponovnom izdanju iz 2009. | Dodatne pjesme na ponovnom izdanju iz 2009. | Dodatne pjesme na ponovnom izdanju iz 2009. | Dodatne pjesme na ponovnom izdanju iz 2009. | Dodatne pjesme na ponovnom izdanju iz 2009. |
| Br.                                         | Skladba                                                 | Skladatelj                                  | Trajanje                                    |                                             |                                             |                                             |                                             |                                             |                                             |
| ------------------------------------------- | ------------------------------------------------------- | ------------------------------------------- | ------------------------------------------- | ------------------------------------------- | ------------------------------------------- | ------------------------------------------- | ------------------------------------------- | ------------------------------------------- | ------------------------------------------- |
| 11.                                         | »Asleep in the Bandaged Light« (instrumentalna skladba) | Jivarp                                      | 3:20                                        |                                             |                                             |                                             |                                             |                                             |                                             |
| 12.                                         | »No One«                                                | Henriksson, Sundin                          | 4:41                                        |                                             |                                             |                                             |                                             |                                             |                                             |
| 13.                                         | »Exposure«                                              | Henriksson, Johansson, Sundin               | 3:52                                        |                                             |                                             |                                             |                                             |                                             |                                             |
| 14.                                         | »ThereIn« (uživo)                                       | Henriksson, Sundin                          | 6:11                                        |                                             |                                             |                                             |                                             |                                             |                                             |
| 68:28                                       |                                                         |                                             |                                             |                                             |                                             |                                             |                                             |                                             |                                             |

## Zasluge
| Dark Tranquillity - Mikael Stanne – vokali - Martin Henriksson – bas-gitara - Fredrik Johansson – gitara - Anders Jivarp – bubnjevi - Niklas Sundin – gitara, naslovnica albuma, grafički dizajn Dodatni glazbenici - Johanna Andersson – vokali (pjesma 3.) | Ostalo osoblje - Fredrik Nordström – inženjer zvuka, klavijature - Göran Finnberg – mastering - Ulf Horbelt – remastering |